# Te'a Cooper
Te’a Omari Cooper, né le 16 avril 1997 à Newark, New Jersey, est une joueuse américaine de basket-ball évoluant au poste de meneuse.

## Biographie

### Carrière junior
Te’a Cooper joue au basket-ball au lycée McEachern à Powder Springs en Géorgie. En première année, le lycée McEachern est invaincu et termine avec 33 victoires et 0 défaite. Elle réussit 65 % de ses tirs sur le terrain. Elle remporte trois titres de Georgia 6A State en 2012, 2014 et 2015, et elle est co-MVP du match McDonald’s All-America 2015.
En 2015, elle rejoint l'université du Tennessee et évolue pour les Volunteers du Tennessee. Lors de sa première saison, elle dispute 36 matchs avec des moyennes par match de 8,6 points et 2,1 passes décisives. Durant l'été 2016, elle se blesse et souffre d'une déchirure du ligament croisé antérieur du genou gauche. Elle est forfait pour l'intégralité de la saison 2016-2017 de NCAA.
À l'été 2017, elle obtient son transfert vers l'université de Caroline du Sud où elle évolue pour les Gamecocks de la Caroline du Sud. En raison des règles sur les transferts de la NCAA, elle ne peut pas disputer la saison 2017-2018 mais il lui reste deux ans d’admissibilité à compter de la saison 2018-2019. Elle fait donc ses débuts avec les Gamecocks lors de la saison 2018-2019 en disputant 30 matchs pour des moyennes par match de 11,9 points et 2,2 passes décisives en 22,5 minutes de jeu. À l'issue de la saison, elle est nommée dans la second All-SEC team.
À l'été 2019, elle rejoint l'université Baylor et évolue pour les Bears de Baylor. Elle ne dispute que la saison 2019-2020 avec Baylor, jouant 30 matchs, dont 29 en tant que titulaire, avec des moyenne par match de 13,6 points et 4,6 passes décisives en 30,1 minutes de jeu.

### En club
Te’a Cooper est sélectionnée en 18e position lors de la draft WNBA 2020 par le Mercury de Phoenix.
En raison de la pandémie mondiale de Covid-19, le Mercury de Phoenix est contraint de couper certaines de ses joueuses en mai 2020, dont Te’a Cooper. Les Sparks de Los Angeles profitent de l'occasion pour recruter des joueuses du Mercury, dont Te’a Cooper.
Te'a Cooper dispute son premier match en WNBA le 26 juillet 2020 face au Mercury en jouant 16 minutes pour 10 points et 2 passes décisives. Elle réalise son record de points le 9 septembre 2020 face au Liberty de New York en inscrivant 15 points. Elle termine la saison régulière 2020 avec 20 matchs joués pour des moyennes par matchs de 7 points et 2 passes décisives en 17,3 minutes de jeu. Elle dispute 21 minutes du match du premier tour des playoffs WNBA 2020 face au Sun du Connecticut (défaite 59 à 73), en inscrivant 3 points et faisant 2 passes décisives.
Lors de la saison WNBA 2021, elle établit un nouveau record de points le 13 juin 2021 face au Lynx du Minnesota avec 17 points. Elle bat de nouveau son record le 25 juin 2021 face aux Mystics de Washington avec 26 points. Elle termine la saison 2021 avec 31 matchs joués, dont 13 comme titulaire et des moyennes par match de 9,1 points et 1,4 passe décisive en 22 minutes de jeu.
Le 4 mai 2022, Te’a Cooper est coupée par les Sparks. Elle a un enfant avec le footballeur américain Alvin Kamara Depuis, celle qui exerce aussi le métier d’influenceuse avant d'être engagée à l'essai par fin décembre 2024 par Tarbes Gespe Bigorre pour remplacer sa compatriote Roxy Barahman

### En équipe nationale
Te’a Cooper a joué pour l'équipe des Etats-Unis des moins de 16 ans en 2013, puis elle a participé au Championnat du monde féminin de basket-ball des moins de 17 ans 2014 avec les Etats-Unis, qu'elle a remporté et en 2015, elle a joué pour l'équipe des moins de 19 ans.

## Statistiques

### En universitaire
| Gras/Meilleures performances | [ 19 ] |

| Saison                    | Équipe                          | MJ                                                   | M5                                                   | Min                                                  | %T                                                   | %3                                                   | %LF                                                  | Rb                                                   | PD                                                   | Int                                                  | Ctr                                                  | BP                                                   | F                                                    | Pts                                                  |
| ------------------------- | ------------------------------- | ---------------------------------------------------- | ---------------------------------------------------- | ---------------------------------------------------- | ---------------------------------------------------- | ---------------------------------------------------- | ---------------------------------------------------- | ---------------------------------------------------- | ---------------------------------------------------- | ---------------------------------------------------- | ---------------------------------------------------- | ---------------------------------------------------- | ---------------------------------------------------- | ---------------------------------------------------- |
| 2015-2016                 | Volunteers du Tennessee         | 36                                                   | 15                                                   | 22,1                                                 | 36,9                                                 | 26,0                                                 | 72,2                                                 | 1,9                                                  | 2,1                                                  | 1,2                                                  | 0                                                    | 2,7                                                  | 3,1                                                  | 8,6                                                  |
| 2016-2017                 | Volunteers du Tennessee         | DNP (blessure)                                       | DNP (blessure)                                       | DNP (blessure)                                       | DNP (blessure)                                       | DNP (blessure)                                       | DNP (blessure)                                       | DNP (blessure)                                       | DNP (blessure)                                       | DNP (blessure)                                       | DNP (blessure)                                       | DNP (blessure)                                       | DNP (blessure)                                       | DNP (blessure)                                       |
| 2017-2018                 | Gamecocks de la Caroline du Sud | Absente en raison des règles de transfert de la NCAA | Absente en raison des règles de transfert de la NCAA | Absente en raison des règles de transfert de la NCAA | Absente en raison des règles de transfert de la NCAA | Absente en raison des règles de transfert de la NCAA | Absente en raison des règles de transfert de la NCAA | Absente en raison des règles de transfert de la NCAA | Absente en raison des règles de transfert de la NCAA | Absente en raison des règles de transfert de la NCAA | Absente en raison des règles de transfert de la NCAA | Absente en raison des règles de transfert de la NCAA | Absente en raison des règles de transfert de la NCAA | Absente en raison des règles de transfert de la NCAA |
| 2018-2019                 | Gamecocks de la Caroline du Sud | 30                                                   | 28                                                   | 22,5                                                 | 42,9                                                 | 28,9                                                 | 76,2                                                 | 2,5                                                  | 2,2                                                  | 1,1                                                  | 0,3                                                  | 2,3                                                  | 2,0                                                  | 11,9                                                 |
| 2019-2020                 | Bears de Baylor                 | 30                                                   | 29                                                   | 30,1                                                 | 43,8                                                 | 41,5                                                 | 73,0                                                 | 2,3                                                  | 4,6                                                  | 1,9                                                  | 0,1                                                  | 2,4                                                  | 1,9                                                  | 13,6                                                 |
| Total : moyenne par match | Total : moyenne par match       |                                                      |                                                      | 24,7                                                 | 41,2                                                 | 33,2                                                 | 74,1                                                 | 2,2                                                  | 2,9                                                  | 1,4                                                  | 0,1                                                  | 2,5                                                  | 2,4                                                  | 11,2                                                 |
| Totaux                    | Totaux                          | 96                                                   | 72                                                   | 2374                                                 | 392                                                  | 109                                                  | 183                                                  | 212                                                  | 277                                                  | 131                                                  | 12                                                   | 236                                                  | 226                                                  | 1076                                                 |

### En WNBA
| Gras/Meilleures performances | [ 20 ] |

#### En saison régulière
| Saison                    | Équipe                    | MJ | M5 | Min  | %T   | %3   | %LF  | Rb  | PD  | Int | Ctr | BP  | F   | Pts |
| ------------------------- | ------------------------- | -- | -- | ---- | ---- | ---- | ---- | --- | --- | --- | --- | --- | --- | --- |
| 2020                      | Sparks de Los Angeles     | 20 | 3  | 17,3 | 45,1 | 34,4 | 76,5 | 1,0 | 2,0 | 0,7 | 0   | 1,5 | 2,0 | 7,0 |
| 2021                      | Sparks de Los Angeles     | 31 | 13 | 22,0 | 37,9 | 32,4 | 75,0 | 1,7 | 1,4 | 0,9 | 0,2 | 1,8 | 2,2 | 9,1 |
| Total : moyenne par match | Total : moyenne par match |    |    | 20,1 | 40,1 | 33,0 | 75,4 | 1,5 | 1,6 | 0,8 | 0,1 | 1,7 | 2,1 | 8,2 |
| Totaux                    | Totaux                    | 51 | 16 | 1027 | 148  | 106  | 89   | 74  | 84  | 41  | 6   | 86  | 108 | 420 |

#### En Playoffs
| Saison                    | Équipe                    | MJ | M5 | Min  | %T   | %3   | %LF | Rb | PD  | Int | Ctr | BP  | F | Pts |
| ------------------------- | ------------------------- | -- | -- | ---- | ---- | ---- | --- | -- | --- | --- | --- | --- | - | --- |
| 2020                      | Sparks de Los Angeles     | 1  | 0  | 21,0 | 25,0 | 50,0 | -   | 0  | 2,0 | 1,0 | 0   | 3,0 | 0 | 3,0 |
| Total : moyenne par match | Total : moyenne par match |    |    | 21,0 | 25,0 | 50,0 | -   | 0  | 2,0 | 1,0 | 0   | 3,0 | 0 | 3,0 |
| Totaux                    | Totaux                    | 1  | 0  | 21   | 1    | 1    | 0   | 0  | 2   | 1   | 0   | 3   | 0 | 3   |

## Palmarès et Distinctions

### Palmarès
- Vainqueur du Championnat du monde féminin de basket-ball des moins de 17 ans 2014

### Distinctions personnelles
- Miss Basket-ball en Géorgie (2014, 2015)
- co-MVP du match McDonald’s All-America (2015)
- Finaliste du Naismith Award (2015)
- All-SEC Freshman Team honors (2016)
- Second All-SEC team (2019)

## Vie privée
Te’a Cooper est la fille d’Omar et Kindall Cooper. Elle a trois frères et sœurs : Mia (Imani) et les jumeaux Sharife et Omar. Sharife est drafté en NBA par les Hawks d'Atlanta en 2021.
Elle a été en couple avec Dwight Howard et le couple s'est fiancé en 2019. En 2021, ils se séparent. Elle a également eu une relation avec Alvin Kamara, joueur de football américain des Saints de La Nouvelle-Orléans.